# سوسن المقابر الأبيض
سوسن المقابر الأبيض  (الاسم العلمي: Iris albicans)، والمعروف أيضًا باسم سوسن المقبرة، سوسن المبيض، سوسن المقابر، سوسن العلم الأبيض، هو نوع من أنواع السوسن التي تم زراعتها في القبور والمدافن في المناطق الإسلامية، وتنمو في العديد من البلدان في جميع أنحاء الشرق الأوسط وشمال أفريقيا. تم استقدامه لاحقًا إلى إسبانيا، ثم إلى دول أوروبية أخرى. هذا السوسن، هو نوع سوسن هجين بشكل طبيعي.
ينمو هذا النوع من السوسن لطول يبلغ ما بين إلى 30-60 سم. الأوراق لونها رمادي-أخضر، وشكلها شبيه بشكل السيف بشكل عام. شكل النورة شبيه بشكل المروحة وتمتلك اثنتين أو ثلاثة من الزهور العطرة. الزهور لونها رمادي أو فضي عند تغمدها بالبرعم، ويكون لونها أبيض أو ضرب من اللون الأبيض وعرضها حوالي 8 سم عند الإزهار. هذا السوسن، هو نوع سوسن هجين عاقم، وينتشر عن طريق نمو الجذور والانقسام، لأنه لا يستطيع إنتاج البذور.
تم زراعة سوسن المقابر منذ العصور القديمة وقد تكون أقدم نوع من أنواع السوسن في تاريخ زراعة أنواع السوسن بشكل عام. جمعها لانج في عام 1860، وقد تم زراعتها منذ عام 1400 قبل الميلاد على الأقل. نشأت هذه الزهور من اليمن والمملكة العربية السعودية ، وتظهر في لوحة جدارية للحديقة النباتية لتحتمس الثالث في معبد آمون بالكرنك في طيبة (الأقصر) القديمة، ويعود تاريخ هذه اللوحة لحوالي 1426 قبل الميلاد.
يتم تضمين وشمل سوسن المقابر الأبيض في قائمة تاسمانيا لخدمة حوادث الحرائق للنباتات التي تمتلك قابلية للاشتعال بدرجة منخفضة، مما يشير إلى أنها مناسبة لزراعتها ولتنميتها داخل مناطق المباني.